# Гейдельбергское художественное общество
Гейдельбергское художественное общество (нем. Heidelberger Kunstverein, HDKV) — художественное объединение в городе Хайдельберг (земля Баден-Вюртемберг), образованное в июле 1869 года по инициативе художника Людвига Хорста; сегодня специализируется на продвижении и посредничестве в сфере современного искусства; здание общества, построенное в 1990 году и используемое для временных выставок, расположено в старой части города — оно примыкает к Курпфальцскому музею.

## История и описание

### История
Гейдельбергское художественное общество (HDKV) было основано в 1869 году, став самым молодым среди баденских художественных союзов, активно основывавшихся начиная с 1820-х годов в городах региона. Независимого музея — в современном смысле слова — в Гейдельберге тогда не существовало. В качестве фактического инициатора создания ассоциации выступил художник Людвиг Хорст (1829—1891), который последовательно отстаивал идею: он неоднократно обращался к городским властям с просьбой о финансовой помощи, полагая, что наличие художественной ассоциации повысит репутацию города, который на тот момент не имел ни одного независимого художественного учреждения. В итоге утверждение устава союза, ставившего себе целью «выставку произведений изобразительного искусства и участие в судьбе данной области искусства в целом», состоялось 7 июля 1869 года.
Уже 26 августа 1869 года в Гейдельберге была открыта первая выставка живописи — она прошла в двух свободных комнатах в новом здании местной протестантской школы «Schule in der Plöck» (ныне школа имени Фридриха Эберта). На выставке были представлены такие художники, как Александр Калам, Петер фон Корнелиус, Ансельм Фейербах и Филипп Фейт. В год своего основания в Kunstverein вступило 150 человек; на деньги, собранные как членские взносы, были приобретены произведения искусства, которые ежегодно разыгрывались в лотерею между членам. В то время целью союза было создание собственной коллекции. В 1910 году HDKV стал членом Ассоциации немецких художественных союзов.
Первым председателем ассоциации стал археолог Карл Бернхард Старк (1824—1879), он руководил ею до своей смерти. В 1894—1895 годах в ранее «устойчивой» деятельности организации произошли значительные изменения: она впервые провела лекции по темам современного (для того времени) искусства. Важным событием стало и утверждение в 1894 году Генриха Тоде в качестве профессора истории искусств в Гейдельбергском университете. Под его председательством, начиная с 1895 года, Гейдельбергское художественное общество впервые получила известность вне региона. Сам Тоде в основном интересовался развитием современного искусства — в частности, он инициировал дебаты между представителями французского импрессионизма и немецкой исторической школы живописи, что было явным «политическим заявлением» для того времени.
Тоде покинул союз в 1905 году, а через два года у гейдельбергской публики впервые появилась возможность увидеть работы экспрессионистов. Произведения художников арт-группы «Мост» были показаны, наряду с другими работами, в выставочных залах союза. Местная пресса сообщала, что общественность отреагировала на работы с «непониманием и презрением». Но уже в 1909 году общество выставило работы Эмиля Нольде, которые были восприняты столь же критически. В 1918 году члены правления общества Карл Нойман и Вильгельм Френгер предложили расширить сферу деятельности организации: они предлагали поручить ей и «заботу о новом искусстве». Тем не менее «консервативная линия» в выставочной политике осталась преобладающей.
В 1930 году историк искусства Август Гризебах (1881—1950) стал председателем гейдельбергского общества: он был снят уже в 1933 году своим преемником Хубертом Шраде (1900—1967) из-за «еврейского родства» Гризебаха. Шраде оставался лоялен к политике национал-социалистов в их борьбе с «дегенеративным искусством» на протяжении всех 1930-х годов; хотя об особых репрессиях внутри союза сведений нет, многие его члены, которые скептически относились к национал-социалистической политике, покинули организацию. Несмотря на сокращение числа членов союза, число посетителей его выставок значительно выросло — современные исследователи полагают это следствием «умных пропагандистских ходов» новой власти.
В конце 1946 года Гризебах был восстановлен в председательстве, что стало «демонстративным жестом» новых властей Германии. Первая же послевоенная выставка была посвящена творчеству Карла Хофера — одному из подвергшихся остракизму художников, чьи работы относили к «дегенеративным». Преемником Гризебаха стал Густав Фридрих Хартлауб (1884—1963), чья программа стала продолжением деятельности предшественника. В конце шестидесятых годов XX века последовало новое изменение в выставочной политике — союз «переключился» на современное искусство.

### Здание
До 1930 года общество не имело собственного выставочного помещения: оно переезжало из одного временного места в другое, что заметно сказывалось и на выставочной деятельности. Только в 1930 году городские власти и союз произвели обмен: город получил коллекцию союза (которая стала «муниципальной»), а HDKV переехал на собственную виллу, расположенную по адресу улица Софиенштрассе, дом 12.